# Paroniceras
Il paronicerato (gen. Paroniceras) è un mollusco cefalopode estinto appartenente alle ammoniti. Visse solo verso la fine del Giurassico inferiore (Toarciano, circa 168 milioni di anni fa). I suoi resti sono stati ritrovati in Europa meridionale e in Africa del Nord.

## Descrizione
La conchiglia di questa forma presenta un aspetto tondeggiante e ovale se visto di fronte, e l'altezza del giro era più o meno uguale alla larghezza. Era una forma abbastanza involuta, e l'ultimo giro ricopriva parzialmente quelli precedenti; l'ombelico era molto netto. L'ornamentazione era assente o solo accennata, con coste fini sui fianchi oppure grandi pieghe quasi invisibili. La superficie ventrale è sprovvista di carene e solchi, è di forma tondeggiante e solo in una specie ha un aspetto acuto. Le suture, relativamente semplici e con lobi e selle poco frastagliati, ricorda quella delle ceratiti del Triassico.

## Fossili
La specie tipo di paronicerato è Paroniceras sternale, di piccole dimensioni (diametro 3 centimetri). Questa specie è relativamente utile come fossile guida in quanto esclusiva del Toarciano, ma è poco diffusa geograficamente. Un'evoluzione della linea di Paroniceras è costituita da Oxiparoniceras,  sempre del Toarciano superiore ma di dimensioni più grandi e dalle caratteristiche più accentuate.